# Происхождение речи

(пассивный и активный):
1. экзолабиально, 2. Эндолабиально, 3. Стоматологическая, 4. Альвеолярный, 5. Постальвеолярный, 6. Пренебная, 7. Палатал, 8. Велар, 9. Увулярная, 10. Глоточная, 11. Глоттал, 12. Надгортанник, 13. Радикальная, 14. Задне-дорсальный, 15. Передне-дорсальный, 16. Ламиналь, 17. Апикальная, 18. субапикальный

Происхождение речи отличается от происхождения языка, поскольку на языке не обязательно говорят: сообщение может быть написано или подписано передано жестами. Речь является фундаментальным аспектом человеческого общения и играет жизненно важную роль в повседневной жизни людей. Это позволяет им передавать мысли, эмоции и идеи, а также дает возможность общаться с другими и формировать коллективную реальность.
Было предпринято множество попыток научно объяснить возникновение речи у людей, хотя на сегодняшний день ни одна теория не привела к единому мнению.
Приматы, кроме человека, как и многие другие животные, развили специализированные механизмы производства звуков для целей социального общения. С другой стороны, ни одна мартышка или человекообразная обезьяна не использует для этих целей язык.  Использование родом Homo языка, губ и других подвижных частей,  помещает речь в совершенно отдельную категорию, что делает ее эволюционное возникновение интригующей теоретической проблемой в глазах многих ученых.
По мнению известного лингвиста Стивена Пинкера, «Восприятие речи — еще одно биологическое чудо языкового инстинкта».

## Эволюция органов речи

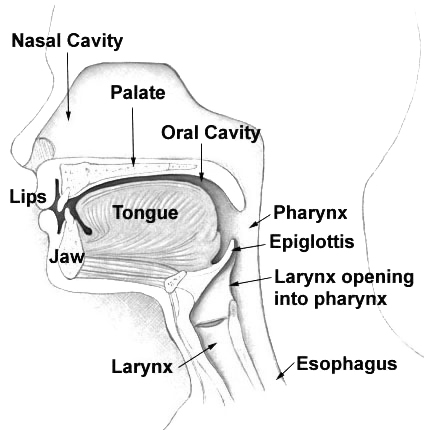
Голосовой тракт человека

Говорение является разновидностью языка во всех культурах. Первое, что люди могут сделать, это закодировать свои мысли в звуке – метод, который зависит от сложных способностей контролировать губы, язык и другие компоненты речевого аппарата.
Органы речи развивались в первую очередь не для речи, а для более основных функций организма, таких как питание и дыхание. Нечеловекообразные приматы имеют во многом схожие органы, но с отличающимся  нервным контролем. Многие виды обезьян используют свои очень гибкие и маневренные языки для еды, но не для вокала. Когда обезьяна не ест, мелкая моторика языка отключается.  Поскольку это относится к млекопитающим в целом, Homo sapiens исключительны в использовании механизмов, предназначенных для дыхания и пищеварения, для радикально отличающихся потребностей членораздельной речи

### Губы
У человека губы важны для произношения, , помимо гласных,  стоп (взрывных согласных) и фрикативов. Однако ничто не указывает на то, что губы развились по этим причинам. В ходе эволюции приматов переход от ночной к дневной активности у долгопятов, мартышек и человекообразных обезьян (гаплоринов) привел к увеличению зависимости от зрения в ущерб обонянию. В результате морда лица уменьшилась, а ринарий или «мокрый нос» исчез. В результате мышцы лица и губ стали менее скованными, что позволило использовать их для мимики. Губы также стали толще, а скрытая за ними полость рта стала меньше.  Следовательно, по словам Энн Макларнон, «эволюция подвижных мускулистых губ, столь важных для человеческой речи, была эксаптивным результатом эволюции суточного образа жизни и визуальной коммуникации у общего предка гаплоринов». Неясно, подверглись ли человеческие губы более поздней адаптации к конкретным требованиям речи.

### Дыхательный контроль
По сравнению с приматами, у людей значительно улучшен контроль дыхания, что позволяет удлинять выдохи и укорачивать вдохи во время разговора. Пока мы говорим, межреберные и внутренние мышцы живота задействуются для расширения грудной клетки и втягивания воздуха в легкие, а затем для контроля высвобождения воздуха при сдувании легких. Соответствующие мышцы заметно более иннервированы у людей, чем у приматов. Данные, полученные от ископаемых гоминидов, позволяют предположить, что необходимое расширение позвоночного канала и, следовательно, размеров спинного мозга, возможно, не наблюдалось у австралопитеков или Homo erectus, но присутствовало у неандертальцев и ранних современных людей.

## Хронология
Мало что известно о времени появления языка у человеческого вида. В отличие от письма, речь не оставляет материальных следов, что делает ее археологически невидимой. Не имея прямых лингвистических доказательств, специалисты  прибегли к изучению анатомических особенностей и генов, возможно, связанных с речью. Хотя такие исследования могут предоставить информацию о том, обладали ли древние виды Homo речевыми способностями, до сих пор неизвестно, говорили ли они на самом деле. Хотя они, возможно, общались устно, анатомических и генетических данных не хватает  для того, чтобы отличить протоязык от речи.
Используя статистические методы для оценки времени, необходимого для достижения нынешнего распространения и разнообразия современных языков, Джоанна Николс – лингвист Калифорнийского университета в Беркли – утверждала в 1998 году, что голосовые языки должны были начать диверсифицироваться по крайней мере 100 000 лет назад.
В 2012 году антропологи Шарль Перро и Сара Мэтью использовали фонематическое разнообразие, чтобы предложить дату, соответствующую этому событию «Фонематическое разнообразие» обозначает количество воспринимаемых различных звуковых единиц – согласные, гласные и тона. Нынешняя мировая картина фонематического разнообразия потенциально содержит статистический сигнал об экспансии современного Homo sapiens из Африки, начавшейся примерно 60-70 тысяч лет назад. Некоторые ученые утверждают, что фонематическое разнообразие развивается медленно и может быть использовано как временной маркер для расчета того, как долго должны были существовать самые древние африканские языки, чтобы накопить то количество фонем, которыми они обладают сегодня. Когда человеческое население покинуло Африку и распространилось по остальному миру, оно столкнулось с рядом кризисов – точек, в которых лишь очень небольшая часть населения выжила и колонизировала тот или иной новый континент или регион. Предположительно, такой популяционный кризис привел к соответствующему сокращению генетического, фенотипического и фонематического разнообразия. Сегодня африканские языки обладают одними из крупнейших фонематических запасов в мире, тогда как наименьшие запасы встречаются в Южной Америке и Океании, некоторых из последних регионов земного шара, которые были колонизированы. Например, ротокас, язык Новой Гвинеи, и пираха, на котором говорят в Южной Америке, имеют всего 11 фонем, в то время как  Сюнь, язык, на котором говорят в Южной Африке, имеет 141 фонему. Авторы используют естественный эксперимент – колонизация материковой части Юго-Восточной Азии с одной стороны и давно изолированных Андаманских островов с другой, чтобы оценить скорость, с которой фонематическое разнообразие увеличивается с течением времени. Используя эту скорость, они подсчитали, что языки мира возникли в среднем каменном веке в Африке, где-то между 350 и 150 тысячами лет назад. Это соответствует событию видообразования, которое дало начало Homo sapiens .
Однако эти и подобные исследования подверглись критике со стороны лингвистов, которые утверждают, что они основаны на ошибочной аналогии между генами и фонемами, поскольку фонемы часто передаются латерально между языками в отличие от генов, а также на ошибочной выборке языков мира, поскольку и в Океании и в Америке существуют языки с очень большим количеством фонем, а в Африке есть языки с очень небольшим количеством фонем. Критики утверждают, что фактическое распределение фонематического разнообразия в мире отражает недавние языковые контакты, а не глубокую историю языка, поскольку хорошо продемонстрировано, что языки могут терять или приобретать множество фонем за очень короткие периоды времени. Другими словами, нет веских лингвистических оснований ожидать, что эффекты генетического предка повлияют на фонематическое разнообразие в современных языках.